# Криниця (Мазовецьке воєводство)
Криниця (пол. Krynica) — село в Польщі, у гміні Сухожебри Седлецького повіту Мазовецького воєводства.
Населення — 260 осіб (2011).
У 1975-1998 роках село належало до Седлецького воєводства.

## Демографія
Демографічна структура станом на 31 березня 2011 року:
|          | Загалом | Допрацездатний вік | Працездатний вік | Постпрацездатний вік |
| -------- | ------- | ------------------ | ---------------- | -------------------- |
| Чоловіки | 140     | 24                 | 96               | 20                   |
| Жінки    | 120     | 30                 | 58               | 32                   |
| Разом    | 260     | 54                 | 154              | 52                   |